# Michelle de Saubonne
Michelle du Fresne dite de Saubonne (1485-1549), dame de Soubise, est la femina cordatissima de Guillaume Budé. Fille de Denis de Saubonne, seigneur de Fresnes-Coudray et humaniste protestante, elle a fait connaître Jean Marot, père de Clément Marot, à la reine Anne de Bretagne auprès de qui elle servit de secrétaire, puis de chambellan. Elle sera l'une des premières protectrices de Bernard Palissy.

Blasonnement : burelé d'argent et d'azur, à la bande de gueules brochant sur le tout
Ces armes étaient celles des seigneurs de Parthenay.

## Biographie

### L'amie d'Anne de Bretagne

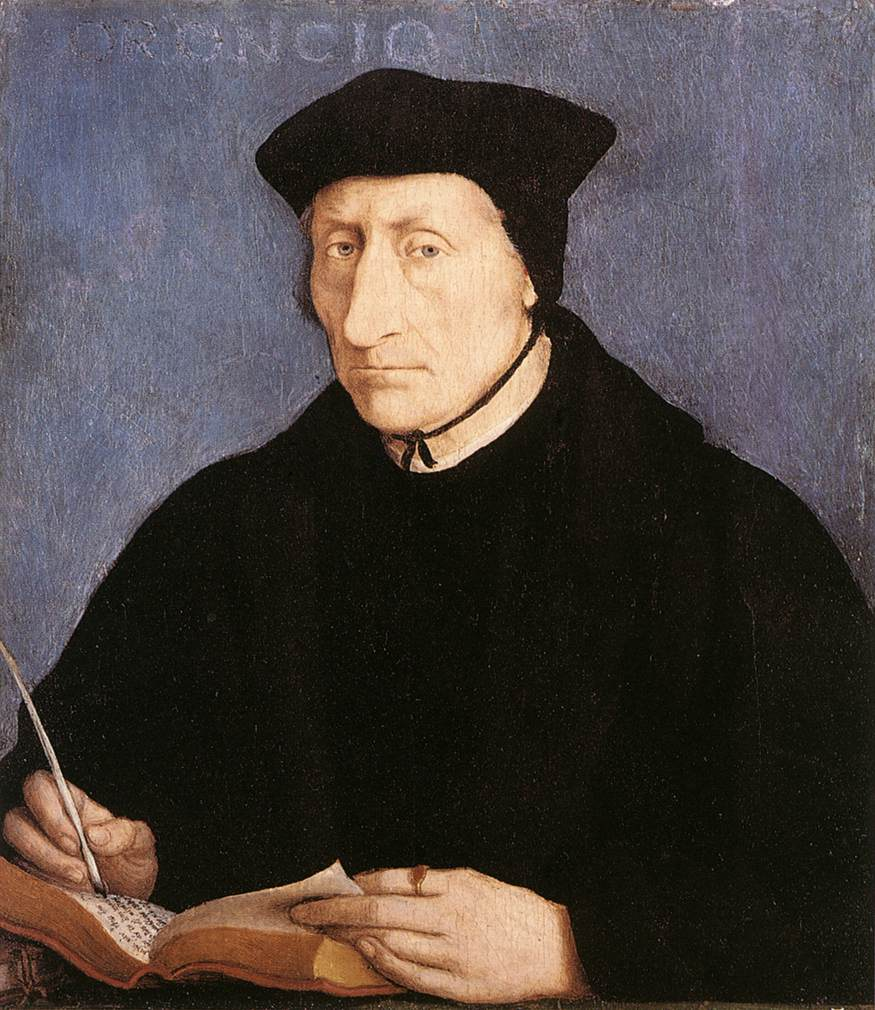
Guillaume Budé
Portrait par Jean Clouet (1536).

En 1503, sa présence est attestée à la cour de Louis XII par un acte faisant état de parties livrées à Mademoiselle Michelle de Saubonne pour envoyer à la reine de Hongrie.
En 1505, elle fut choisie pour servir de fille d'honneur à la reine. Chargée des bagues, du linge et des bijoux d'Anne de Bretagne, elle en devint bientôt le secrétaire, rôle qu'elle partagea avec Hélène de Laval, puis organisa pour la souveraine des joutes oratoires galantes.
Vers 1506, elle fit entrer au service de la reine Jean Marot, dont elle avait apprécié les poésies. Son fils gardera toute sa vie le souvenir qu'elle fut une des premières à accueillir son père vivant, quand à la Cour du Roy fut arrivant.
Michelle de Saubonne partageait les goûts de la reine et, comme le dit Marot, 
Aimant littérature, Savoir exquis, vertus qui le ciel percent, Arts libéraux & ceux qui s'y exercent,
Elle avait introduit auprès de la reine Anne un des écrivains de ce temps, l'historien et poète Jean Le Maire de Belges.

### La gouvernante de Renée de France
En 1507, elle se maria avec Jean IV de Parthenay, seigneur de Soubise, dont elle était la seconde épouse, et qui mourut cinq ans plus tard, la laissant enceinte avec trois filles. C'est par son fils, Jean V de Parthenay, seigneur de Soubise, né posthume en 1512, qu'elle sera la grand-mère de Catherine de Parthenay.
Vers 1510, elle devint la gouvernante de la fille cadette de Louis XII et Anne de Bretagne, Renée de France, dont elle fit l'éducation. Anne de Bretagne voulait qu'elle fut pour la princesse comme une seconde mère.
Dans les querelles qui divisaient la cour, Saubonne prit le parti d'Anne de la Bretagne contre celui de Louise de Savoie, qui, à la mort de la reine, voulut dépouiller l'enfant de son héritage.
En 1515, elle fut éloignée de Paris par François Ier car elle s'opposait au rattachement de la Bretagne à la couronne de France et qu'en outre, elle manifestait des sympathies pour l'église réformée.

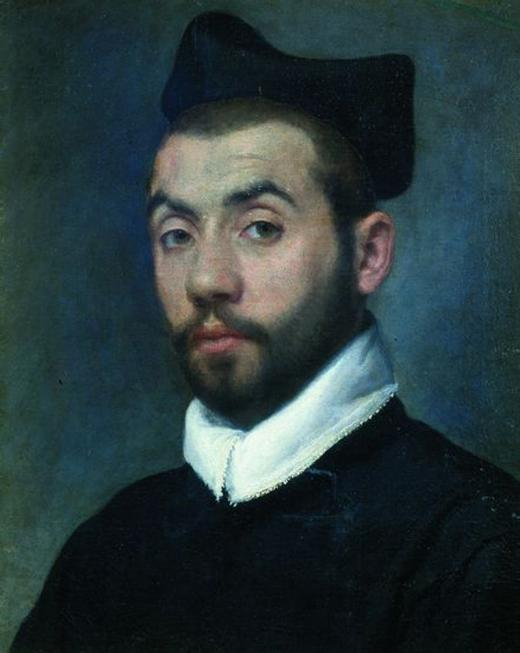
Clément Marot.

### Exil avec ses enfants
Elle se retira dès lors avec ses trois filles et son fils dans sa maison du Parc-Soubise, où elle les éleva, leur faisant apprendre les langues grecque et latine. Budé affirme qu'elle avait connaissance de la vraie religion et y instruisit tous ses enfants.

### À la cour de Ferrare
En 1528, Renée de France ayant épousé Hercule II d'Este, cette princesse fit admettre le retour de sa gouvernante à la cour, puis l'emmena  en Italie, à Ferrare avec deux de ses filles et son fils. Peu après Clément Marot vint les y retrouver.
À l'arrivée de Calvin à la cour de Ferrare, sa fille ainsi que son gendre prirent la résolution d'abandonner l'Eglise catholique.
En 1536, le duc d'Este, qui se rapprochait de Charles Quint depuis la mort de son père, Alphonse Ier d'Este, voulut chasser Madame de Saubonne de Ferrare. il lui en voulait particulièrement des reproches qu'elle faisait quant à la façon dont il traitait son épouse.
Renée de France protesta de son renvoi, auprès de François Ier et du pape Paul III. Le cardinal du Bellay s'en mêla. Pendant une absence du duc, à Rome auprès du pape, Madame de Saubonne organisa pour le compte de François Ier une réunion du parti français. Hercule d'Este prit peur, retourna immédiatement à Ferrare, et la renvoya.
Clément Marot nous a laissé quelques vers  où il annonce le départ de Madame de Soubise, partant de Ferrare pour revenir en France :

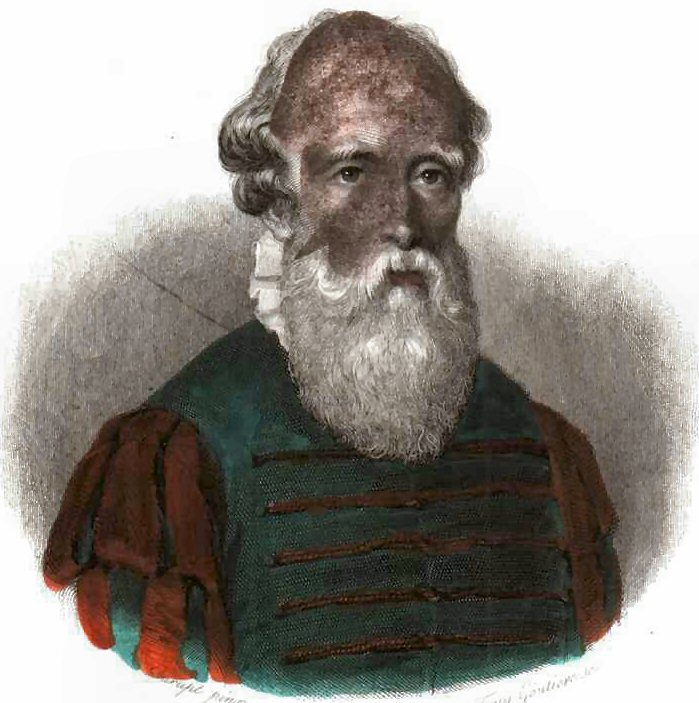
Bernard Palissy.

Le clair soleil sur les champs puisse luyre 
Dame prudente et te vueille conduire 
Jusques au pied de ta noble maison 
Il est certain que plus tost oraison
 Pour ta demeure à Dieu je vouldrois faire
 Mais puis que luy et le temps et l affaire
 Veulent tous trois que ta bonté desplace 
Montz et torrens te puissent faire place 
Dieu tout au long de ton allee entiere  
et aussi ce distique, lors de son retour en France : 
Viens le temps doux. Retire-toi la bise ! Ne fache point Madame de Soubise !

### Retour en Saintonge
Après leur retour en Saintonge, on la trouve, avec sa fille, son gendre, le sire de Pons, et son fils, à l'origine de la diffusion du protestantisme dans les terres de Saintonge et du Bas-Poitou. Quelques jours après le décès de sa fille Anne, Madame de Saubonne mourut en recommandant à sa famille le jeune Bernard Palissy; elle s'éteignit en professant la nouvelle religion ; elle avait toujours eu le prêche sur ses terres, et les édits du roi protégeaient encore les ministres. C'est alors que se réalisa la prophétie de Marot : 
Et nous en bief, saurons, de ton absence,
 de quoi servait par deça ta présence.
Sa vie et sa généalogie nous sont connues au travers des écrits du mathématicien François Viète, qui fut le secrétaire de son fils à ses débuts, au parc Mouchamps.